# La Brée-les-Bains
La Brée-les-Bains è un comune francese di 776 abitanti situato nel dipartimento della Charente Marittima della regione della Nuova Aquitania.

## Società

### Evoluzione demografica
Abitanti censiti